# 博聚于克

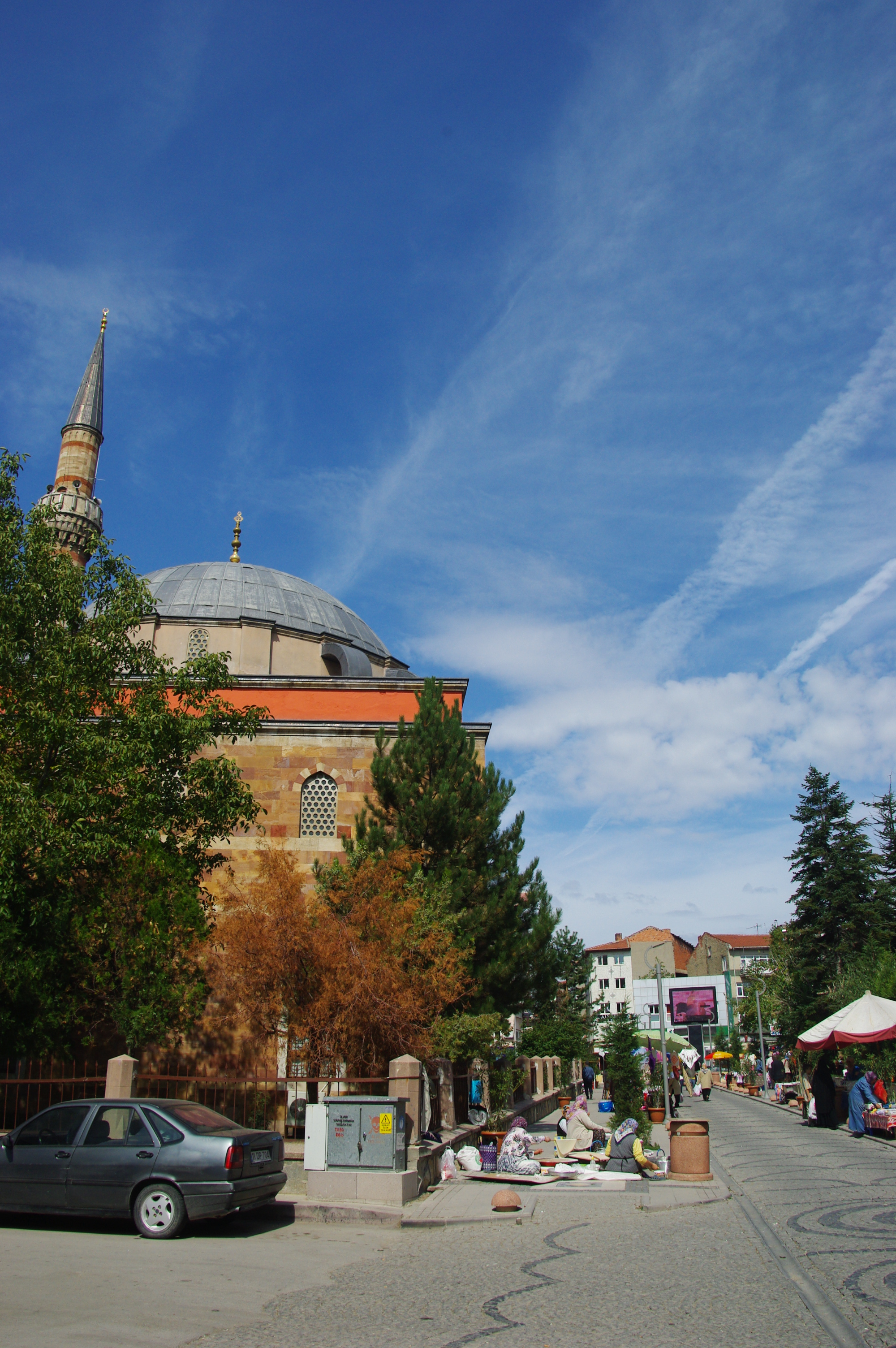

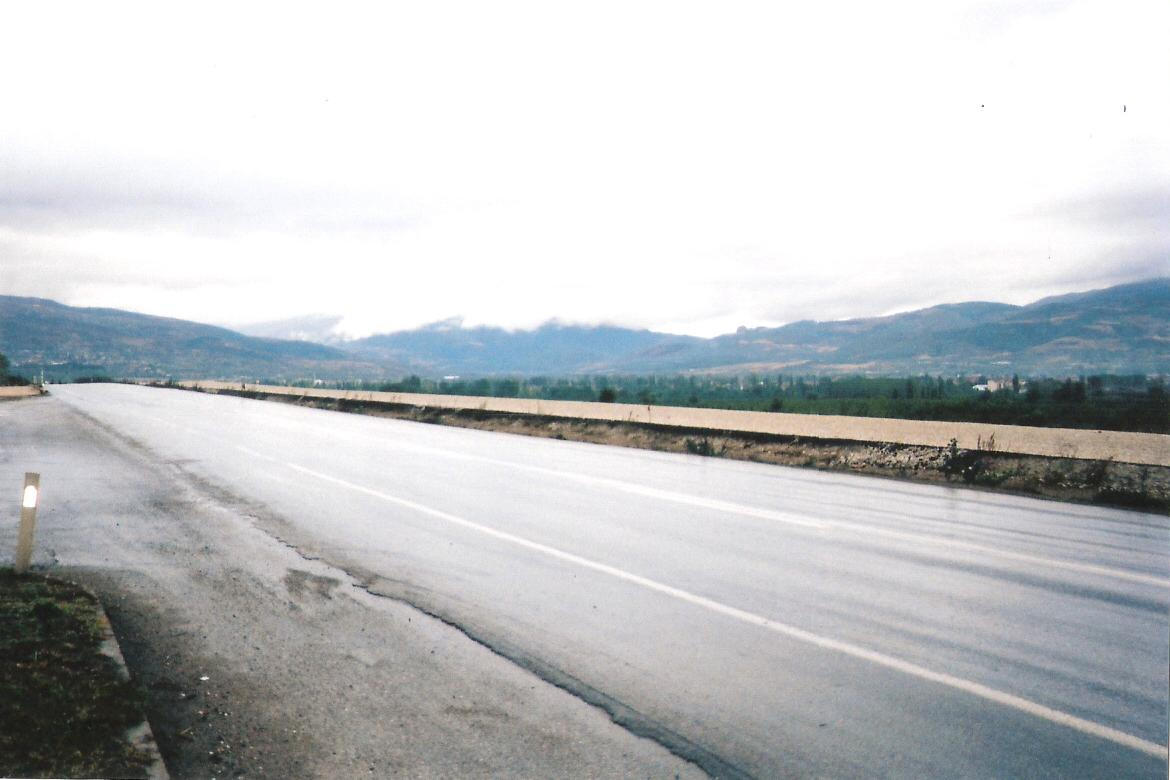

博聚于克（土耳其語：Bozüyük）是土耳其的城鎮，位於該國西北部，距離比萊吉克32公里，由比萊吉克省負責管轄，面積928平方公里，海拔高度740米，2010年人口57,491。

## 外部連結
- District governor's official website （页面存档备份，存于） （土耳其文）

39°54′28″N 30°02′12″E / 39.90778°N 30.03667°E